# 謝內吉亞區

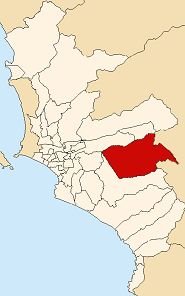

謝內吉亞區（西班牙語：Distrito de Cieneguilla），是秘魯的一個區，位於該國西部利馬大區的利馬省，始建於1970年3月3日，面積240.33平方公里，海拔高度300米，2005年人口15,784，人口密度每平方公里66人。